# Миколаївська міська дума
Миколаївська міська дума — орган місцевого самоврядування у Миколаєві 1796 по 1919 роки.
З початку заснування Миколаєва, міськими справами відала ратуша, проте це було недовго. У 1796 році на основі Жалуваної грамоти містам 1785, виданий Катериною II, ратуша була замінена магістратом. Він діяв як виконавчий орган, а розпорядчі функції були передані так званій шестигласній думі, яка складалась зі станових представників. Утім, реальної влади дума не мала, оскільки фактично вона належала військовому губернаторові. Дума займалась виключно справами розкладки та збором державних повинностей.
Відповідно до Жалуваної грамоти містам 1785, спочатку все міське населення ділилось на шість станів:
1) ті, хто мали в місті нерухомість;
2) купці;
3) міщани;
4) чужоміські та іноземні гості, які приписалися для промислів;
5) знатні громадяни (вчені, художники, капіталісти тощо);
6) Посадські (рукодільники та ремісники).

## Вибори
Однак після 1832 року становий принцип декілька разів зазнав змін: зміна кількості станів, їх перейменування, перерозподіл між ними. Внаслідок цього у 1839 році у виборах до Миколаївської думи брали участь лише купці та міщани, які становили міську спільноту. Дума так само залишалась шестигласною. Наприклад, у 1860 році право голосу у місті мали 39 знатних громадян, 254 купців та 3877 міщан — разом 4170 осіб.
До 1872 року вибори в думу відбувалися кожні три роки. Виборці обирали членів загальної думи, а також голову і ратманів міського магістрату, сирітського і совісний судів, членів квартирної комісії. Міщани і ремісники від себе обирали членів міщанського і ремісничого станових правлінь. Міщанське суспільство обирало податкового і рекрутського старост, десяцьких; цехові товариства — ремісничого голову, цехових старшин і голосних від кожного цеху.
У 1917 році відбулися перші й останні демократичні вибори до Миколаївської міської думи. Переміг список партії соціалістів-революціонерів, а думу очолив інженер заводу «Наваль» Баян Євгенович Терентьєв.